# 丸山千里
丸山 千里（まるやま ちさと、1901年（明治34年）11月27日 - 1992年（平成4年）3月6日）は、日本の医学者、皮膚科医。第6代日本医科大学学長、同大学名誉教授。皮膚結核および癌の治療薬を目指していた丸山ワクチンの開発者である。医学博士（東京大学）。長野県茅野市出身。

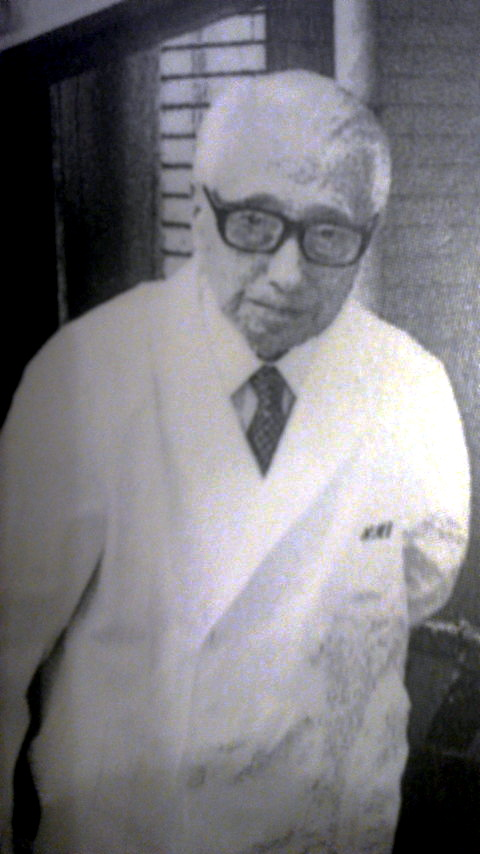
丸山千里

## 人物
1901年、長野県諏訪郡金沢村（現在の茅野市の一部）にて、小学校訓導の父・小三郎と母・はつの五男一女の末っ子として生まれる。
1908年、金沢村金沢尋常小学校(現在の茅野市立金沢小学校)入学。1914年、豊田尋常高等小学校尋常科を卒業、富士見金沢組合立富士見高等小学校に入学。1915年、東京の日本中学校（現在の日本学園中学校・高等学校）入学。1920年の日本中学校卒業後、1922年に日本医科大学予科に入学。1928年3月に日本医科大学を卒業する。
1937年、東京帝国大学において医学博士号取得。題は「淋菌性疾患の補体結合反應に就て」。 1947年に母校日本医科大学皮膚科学教室第8代教授。1968年に日本医科大学付属病院長に就任、翌1969年に日本医科大学を定年退職し、同年4月に日本医科大学名誉教授の称号を授与される。1972年に日本医科大学に付属ワクチン療法研究施設を創設して、所長に就任。1974年に日本医科大学石川正臣学長が任期途中で辞任したのを受け、半年間第6代学長を務める。
1992年3月6日午前8時5分、日本医科大学付属病院にて90歳で死去。同年6月21日、鎌倉霊園にて納骨。敬虔なキリスト教徒であった。

## 家族
妻は安部磯雄の娘・夏。千里の実兄（医学者・松原正香）が、夏の姉と結婚していたことからの縁である。
1938年に安部磯雄襲撃事件が発生した際には、同じアパートに住んでいた丸山が駆け付けて手当てを行った。
長男はのちにソニー・レコードの代表取締役となる丸山茂雄。ソニー・レコード初代社長・大賀典雄の妻は千里の姪（松原緑）。次男はNPO法人「丸山ワクチンとがんを考える会」事務局長の丸山達雄。

## 丸山ワクチン
1944年、人型結核菌抽出物質による結核ワクチン（丸山ワクチン）の研究を始める。研究を進めるうち、このワクチンが癌に対して有効である可能性があると考え、1964年から実際の癌治療に対し、このワクチンを試用し始めた。
1972年に日本医科大学付属ワクチン療法研究施設を設立する。以後も丸山ワクチンによる癌治療の研究、実施に尽力した。

## 著書
- 『丸山ワクチン ガンを追いつめる』KKベストセラーズ、1976年
- 『それからの丸山ワクチン』KKベストセラーズ、1986年

## 関連書籍
- 井口民樹『愚徹の人 丸山千里』文藝春秋、1994年